# Cabot d'arena
El cabot d'arena o gòbit de sorra (Gobius geniporus) és una espècie de peix de la família dels gòbids i de l'ordre dels perciformes.

## Morfologia
- Els mascles poden assolir els 16 cm de longitud total.
- El cos és subcilíndric i allargat.
- El peduncle caudal és comprimit.
- El cap és gros i allargat, ample i una mica deprimit.
- La boca és grossa i té els llavis gruixats.
- Els orificis nasals tenen un petit tentacle.
- La línia lateral es modifica en el cap i apareixen en gran quantitat les papil·les sensorials anomenades geniporus presents a tots els gòbids.
- Les dues aletes dorsals es troben properes. Els radis pectorals lliures es troben poc desenvolupats. Presenta un disc pelvià truncat amb la membrana anterior reduïda.
- Coloració marró clara amb taques més fosques.[3][4]

## Reproducció
Es reprodueix en els mesos d'abril i maig.

## Alimentació
Menja petits crustacis, mol·luscs i poliquets.

## Hàbitat
És una espècie bentònica i litoral. Apareix principalment a fons de sorra fina (entre els 5 i 30 m de fondària), però també apareix a praderies de Posidonia i a zones amb grava.

## Distribució geogràfica
És un endemisme de la mar Mediterrània (molt abundant a les Illes Balears).

## Costums
És solitari i territorial.